# كأس يوغوسلافيا 1974
كأس يوغوسلافيا 1974 هو الموسم 27 من كأس يوغوسلافيا. أشرف على تنظيمه اتحاد صربيا لكرة القدم، وكان عدد الأندية المشاركة فيه 3528، وفاز فيه هايدوك سبليت.